# Baltoplana magna
Baltoplana magna är en plattmaskart som beskrevs av Tor Karling 1949. Baltoplana magna ingår i släktet Baltoplana, och familjen Karkinorhynchidae. Arten är reproducerande i Sverige.